# Generación de mallas

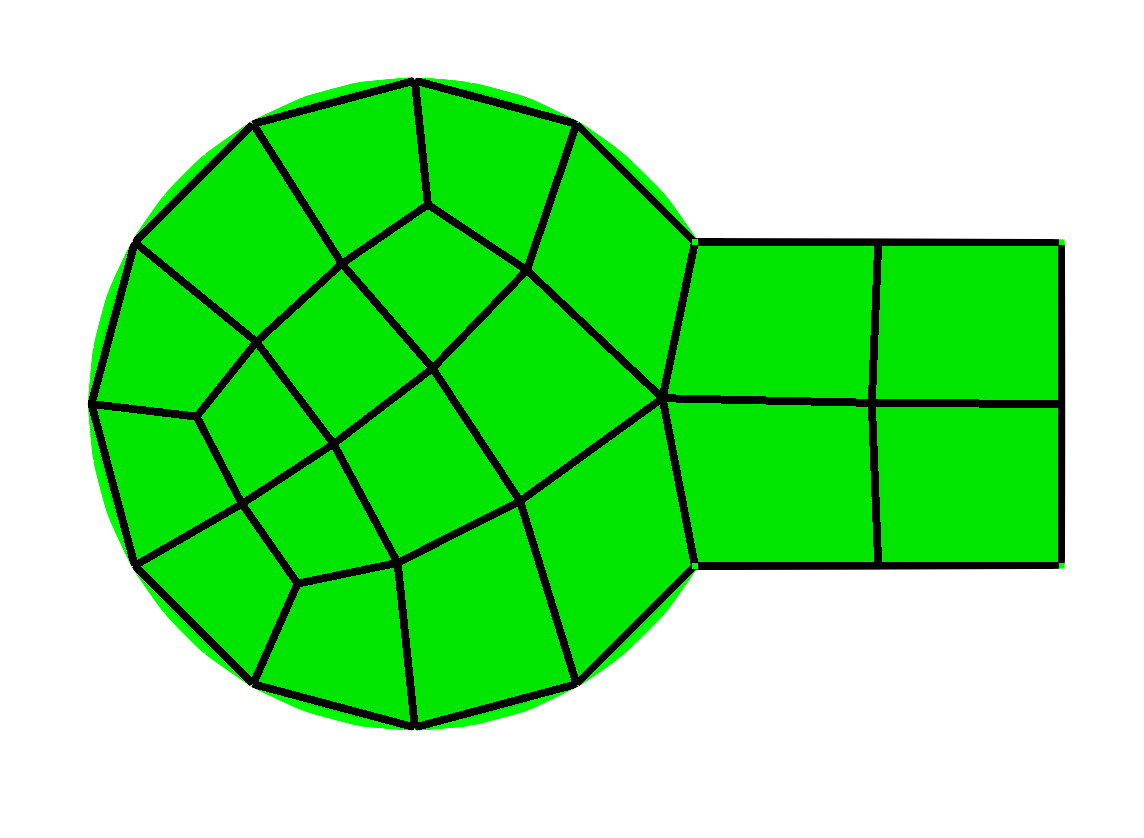
Malla de elementos finitos de un dominio curvo formada por cuadriláteros

La generación de mallas es la tarea de crear redes poligonales con el fin de subdividir un espacio geométrico continuo en celdas geométricas y topológicas discretas.
A menudo estas células forman un complejo simplicial. Normalmente, las celdas dividen un dominio geométrico de datos de entrada.
Las celdas de malla se utilizan como aproximaciones locales discretas de un dominio más grande, y se crean mediante algoritmos informáticos, a menudo con guía humana a través de una interfaz gráfica de usuario, según la complejidad del dominio y el tipo de malla deseada.
Un objetivo típico es crear una malla que capture con precisión la geometría del dominio de entrada, con celdas de alta calidad (bien formadas) y sin tantas celdas que hagan que los cálculos posteriores sean intratables.
La malla también debe ser fina (tener elementos pequeños) en las zonas que sean importantes para los cálculos posteriores.
Se utilizan en el renderizado en la pantalla de una computadora y para la simulación física, como se hace con el método de los elementos finitos o con la fluidodinámica computacional. Las mallas se componen de celdas simples como triángulos porque, por ejemplo, se conoce la manera de realizar operaciones con elementos finitos (en ingeniería) o mediante trazado de rayos sobre triángulos (en gráficos por computadora), cuando no es viable realizar estas operaciones directamente en espacios y formas complejos, como por ejemplo, un puente de carretera. Es posible modelizar la resistencia de un puente, o dibujarlo en la pantalla de una computadora, realizando cálculos en cada triángulo y calculando las interacciones entre triángulos.
Existe una distinción importante entre mallado estructurado y no estructurado. En el mallado estructurado, la malla es una red regular, como una matriz, con conectividad implícita entre elementos. En el mallado no estructurado, los elementos se pueden conectar entre sí con patrones irregulares, y se pueden capturar dominios más complicados. Esta página trata principalmente sobre mallas no estructuradas.
Si bien una malla puede ser una triangulación, el proceso de mallado se distingue de la triangulación de conjuntos de puntos en que el mallado incluye la libertad de agregar vértices que no están presentes en la entrada. Los modelos de facetado (triangulación) creados con programas CAD para dibujo tienen la misma libertad para agregar vértices, pero el objetivo es representar la forma con precisión utilizando la menor cantidad de triángulos posible y la forma de los triángulos individuales no es importante. En su lugar, las representaciones gráficas por computadora de texturas y condiciones de iluminación realistas utilizan mallas.
Muchos software de generación de mallas están acoplados a un sistema CAD que define su entrada y a un software de simulación para obtener la salida correspondiente. La entrada puede variar mucho, pero las formas comunes son el modelado de sólidos, el modelado geométrico, las formas NURBS, B-rep, STL o las nubes de puntos.

## Terminología
Los términos "generación de malla" "generación de red" "malla" " y "gridding" a menudo se usan indistintamente, aunque estrictamente hablando, los dos últimos son más amplios y abarcan la mejora de una malla: cambiar la malla con el objetivo de aumentar la velocidad o la precisión de los cálculos numéricos que se realizarán sobre ella. En el renderizado empleado en computación gráfica y en matemáticas, a veces se hace referencia a una malla como el término de teselado.
Las caras de la malla (celdas, entidades) tienen diferentes nombres según su dimensión y el contexto en el que se utilizará la malla. En elementos finitos, las entidades de malla de mayor dimensión se denominan simplemente "elementos", los "bordes" son 1D y los "nodos" son 0D. Si los elementos son 3D, entonces las entidades 2D son "caras". En geometría computacional, los puntos 0D se denominan vértices. Los tetraedros suelen abreviarse como "tets"; los triángulos son "tris", los cuadriláteros son "quads" y los hexaedros (cubos topológicos) son "hexes".

## Técnicas

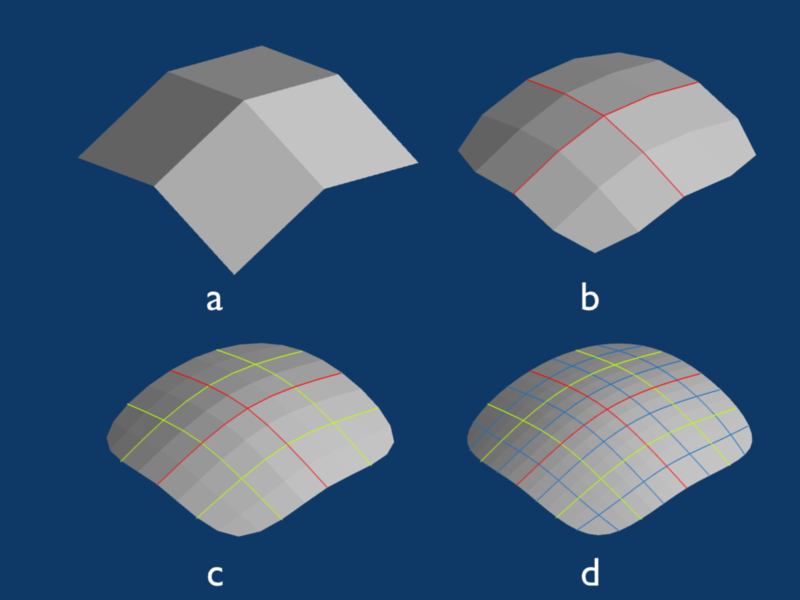
Subdivisión de Catmull-Clark de una superficie

Triangulación de una superficie implícita

Muchas técnicas de mallado se basan en los principios de triangulación de Delaunay, junto con reglas para agregar vértices, como el algoritmo de Ruppert.
Una característica distintiva es que inicialmente se forma una malla gruesa de todo el espacio, y a continuación se van agregando vértices y triángulos.
Por el contrario, los algoritmos de frente de avance comienzan desde el límite del dominio y agregan elementos de forma incremental para llenar el interior.
Las técnicas híbridas hacen ambas cosas. Una clase especial de técnicas de frente de avance crea una capa límite delgada con elementos de pequeño tamaño para modelizar el flujo de fluidos.
En la generación de una malla estructurada, toda la malla es un gráfico de celosía, como una cuadrícula regular de cuadrados. En el mallado estructurado en bloques, el dominio se divide en grandes subregiones, cada una de las cuales es una malla estructurada. Algunos métodos directos comienzan con una malla estructurada en bloques y luego mueven la malla para ajustarse a la entrada (consúltese Generación automática de malla hexagonal basada en policubos). Otro método directo consiste en cortar las celdas estructuradas por el límite del dominio (consúltese sculpt Archivado el 30 de noviembre de 2016 en Wayback Machine. basado en cubos de marcha).
Algunos tipos de mallas son mucho más difíciles de crear que otros. Las mallas con elementos simpliciales tienden a ser más fáciles que las cúbicas. Una categoría importante es la generación de una malla hexaédrica que se ajuste a una superficie representada por una malla cuadrangular fija. Una subárea de investigación estudia la existencia y generación de mallas de configuraciones pequeñas específicas, como el trapezoedro tetragonal. Debido a la dificultad de este problema, la existencia de mallas combinatorias hexeédricas se ha estudiado aparte del problema de generar buenos modelos geométricos. Si bien los algoritmos conocidos generan mallas simples con una calidad mínima garantizada, tales garantías son raras para las mallas cúbicas y muchas implementaciones populares generan hexaedros invertidos (de adentro hacia afuera) a partir de algunos conjuntos de datos de entrada.
Las mallas a menudo se crean usando estaciones de trabajo conectadas en serie, incluso cuando los cálculos posteriores sobre la malla se vayan a procesar en supercomputadoras trabajando en paralelo. Esto se debe a la limitación de que la mayoría de los generadores de mallas son interactivos, y a que el tiempo de ejecución de la generación de una malla suele ser insignificante en comparación con el tiempo de solucionar el problema asociado. Sin embargo, si la malla es demasiado grande para caber en la memoria de una sola máquina en serie, o si la malla debe cambiarse (adaptarse) durante la simulación, el mallado se realiza en paralelo.

### Métodos algebraicos

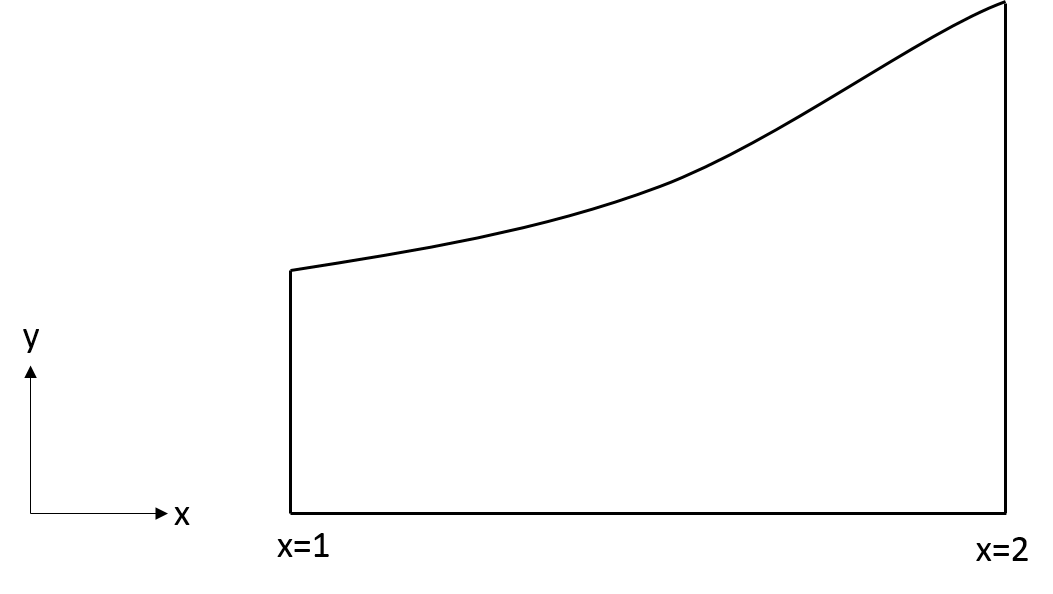
Geometría en boquilla

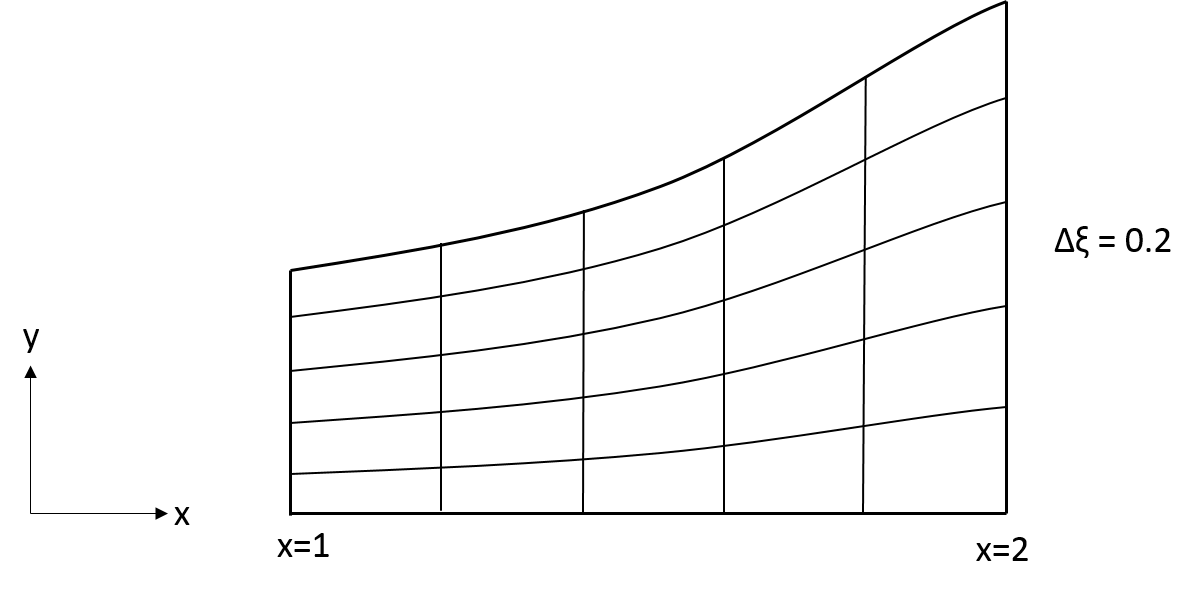
Malla computacional en el espacio físico

La generación de mallas por métodos algebraicos se basa en procesos de interpolación. Se realiza utilizando funciones conocidas en una, dos o tres dimensiones tomando regiones de forma arbitraria. Es posible que el dominio computacional no sea rectangular, pero por razones de simplicidad, se considera que el dominio es rectangular. La principal ventaja de estos métodos es que proporcionan un control explícito de la forma y el espaciado de la cuadrícula física. El procedimiento más simple que se puede utilizar para producir una malla computacional ajustada a los límites es la transformación de normalización.

Para una boquilla, con la función de descripción {\displaystyle y=x^{2}}, la cuadrícula se puede generar fácilmente usando una división uniforme en la dirección y con incrementos igualmente espaciados en la dirección x, que se describen mediante las expresiones
{\displaystyle \xi =x\,}
{\displaystyle \eta ={\frac {y}{y_{\max }}}\,}
donde {\displaystyle y_{\max }} denota la coordenada y de la pared de la boquilla. Para valores dados de ({\displaystyle \xi }, {\displaystyle \eta }), los valores de ({\displaystyle x}, {\displaystyle y}) se pueden obtener fácilmente.

### Métodos en ecuaciones diferenciales
Al igual que los métodos algebraicos, los métodos empleados en el trabajo con ecuaciones diferenciales también se utilizan para generar mallas. La ventaja de utilizar ecuación en derivadas parciales (EDP) es que la solución de las ecuaciones generadoras de cuadrícula se puede explotar para generar la malla. La construcción de la red se puede realizar utilizando las tres clases de ecuaciones en derivadas parciales.

#### Esquemas elípticos
Las ecuaciones en derivadas parciales elípticas generalmente tienen soluciones muy suaves que conducen a contornos suaves. Utilizando su suavidad como ventaja, es preferible utilizar las ecuaciones de Laplace, dado que el jacobiano es positivo como resultado del principio del máximo para funciones ar. Después de un extenso trabajo realizado por Crowley (1962) y Winslow (1966) sobre EDPs, pasando del dominio físico al plano computacional mientras se estudiaba la ecuación de Poisson, Thompson et al. (1974) trabajaron extensamente en EDPs elípticas para generar cuadrículas. En los generadores de cuadrículas adecuadas a la ecuación de Poisson, la correspondencia se logra marcando los puntos de cuadrícula deseados {\displaystyle (x,y)} en el límite del dominio físico, con la distribución de puntos interiores determinada mediante la solución de las ecuaciones que figuran a continuación
{\displaystyle \xi _{xx}+\xi _{yy}=P(\xi ,\eta )}
{\displaystyle \eta _{xx}+\eta _{yy}=Q(\xi ,\eta )}
donde {\displaystyle (\xi ,\eta )} son las coordenadas en el dominio computacional, mientras que P y Q son responsables del espaciado de puntos dentro del dominio D. La transformación de las ecuaciones anteriores en el espacio computacional produce un conjunto de dos EDPs elípticas de la forma
{\displaystyle \alpha x_{\xi \xi }-2\beta x_{\xi \eta }+\gamma x_{\eta \eta }=-I^{2}(Px_{\xi }+Qx_{\eta })}
{\displaystyle \alpha y_{\xi \xi }-2\beta y_{\xi \eta }+\gamma y_{\eta \eta }=-I^{2}(Py_{\xi }+Qy_{\eta })}
donde
{\displaystyle {\begin{aligned}\alpha &=x_{\eta }^{2}+y_{\eta }^{2}\\\beta &=x_{\eta }x_{\xi }+y_{\xi }y_{\eta }\\\gamma &=x_{\xi }^{2}+y_{\xi }^{2}\\I&={\frac {\delta (x,y)}{\delta (\xi ,\eta )}}=y_{\eta }x_{\xi }-y_{\xi }x_{\eta }\end{aligned}}}
Estos sistemas de ecuaciones se resuelven en el plano computacional en una cuadrícula uniformemente espaciada que proporciona las coordenadas {\displaystyle (x,y)} de cada punto en el espacio físico. La ventaja de usar EDPs elípticas es que la solución vinculada es fluida, al igual que la cuadrícula resultante. Pero la especificación de P y Q se convierte en una tarea difícil, lo que se suma a sus desventajas. Además, la cuadrícula debe calcularse después de cada paso del proceso, lo que incrementa el tiempo de cálculo.

#### Esquemas hiperbólicos
Este esquema de generación de retículos es generalmente aplicable a problemas con dominios abiertos consistentes con el tipo de EDPs que describen el problema físico. La ventaja asociada con las EDPs hiperbólicas es que deben resolverse solo una vez para generar la red. La distribución de puntos inicial junto con las condiciones de contorno aproximadas forman la entrada requerida y luego la solución avanza hacia afuera. Steger y Sorenson (1980) propusieron un método de ortogonalidad de volumen que utiliza EDPs hiperbólicas para la generación de mallas.
Para un problema en 2-D, considerando que el espacio computacional está dado por {\displaystyle \Delta \xi =\Delta \eta =1}, el inverso del jacobiano está dado por
{\displaystyle x_{\xi }y_{\eta }-x_{\eta }y_{\xi }=I}
donde {\displaystyle I} representa el área en el espacio físico para un área determinada en el espacio computacional. La segunda ecuación vincula la ortogonalidad de las líneas de la cuadrícula en el límite del espacio físico, y se puede escribir como
{\displaystyle d\xi =0=\xi _{x}\,dx+\xi _{y}\,dy.}
Para que las superficies {\displaystyle \xi } y {\displaystyle \eta } sean ortogonales, la ecuación se convierte en
{\displaystyle x_{\xi }x_{\eta }+y_{\xi }y_{\eta }=0.}
El problema asociado con dicho sistema de ecuaciones es la especificación de {\displaystyle I}. Una mala selección de {\displaystyle I} puede provocar el colapso del cálculo o la propagación discontinua de esta información en la malla. Si la malla es ortogonal se genera muy rápidamente, lo que resulta una ventaja con este método.

#### Esquemas parabólicos
La técnica de resolución es similar a la de las EDPs hiperbólicas, al hacer avanzar la solución alejándose de la superficie de datos inicial, satisfaciendo las condiciones de contorno al final. Nakamura (1982) y Edwards (1985) desarrollaron la idea básica para la generación de redes parabólicas. La idea utiliza las ecuaciones de Laplace o las ecuaciones de Poisson, y trata especialmente las partes que controlan el comportamiento elíptico. Los valores iniciales se dan como las coordenadas del punto en la superficie {\displaystyle \eta =0} y el avance de las soluciones hacia la superficie exterior del objeto que satisface las condiciones de contorno en los bordes {\displaystyle \xi }.
El control de la separación entre retículos no se ha propuesto hasta ahora. En los métodos desarrollados por Nakamura y Edwards, el control de la red se logró utilizando un espaciado no uniforme. La generación de mallas parabólicas muestra una ventaja sobre la generación de mallas hiperbólicas: no se producen choques ni discontinuidades y la red es relativamente suave. Sin embargo, las especificaciones de los valores iniciales y la selección del tamaño del paso para controlar los puntos de la cuadrícula requieren mucho tiempo, pero estas técnicas pueden ser efectivas cuando se adquiere familiaridad y experiencia con ellas.

### Métodos variacionales
Este método incluye una técnica que minimiza la variación de la suavidad, la ortogonalidad y el volumen de los elementos del retículo, formando una plataforma matemática para resolver problemas de generación de redes. Con este procedimiento, se genera una cuadrícula alternativa mediante una nueva malla después de cada iteración, y se revisa la eficiencia de la cuadrícula usando el método de diferencia hacia atrás. Es una técnica potente, con la desventaja de que se requieren recursos de cálculo para resolver las ecuaciones relacionadas con la cuadrícula. Es necesario realizar más trabajo para minimizar la integración, lo que a su vez reduce el tiempo de trabajo de la CPU.

### Generación de redes no estructuradas
La principal importancia de este esquema es que proporciona un método que generará la cuadrícula automáticamente. Con este método, las rejillas se segmentan en bloques según la superficie del elemento y se proporciona una estructura para garantizar una conectividad adecuada. Para interpretar los datos se utiliza un solucionador de flujo. Cuando se emplea un esquema no estructurado, el interés principal es satisfacer la demanda del usuario y se utiliza un generador de mallas para realizar esta tarea. El almacenamiento de información en un esquema estructurado es de celda en celda en lugar de cuadrícula en cuadrícula y, por lo tanto, se necesita más espacio de memoria. Debido a la ubicación aleatoria de las celdas, la eficiencia del solucionador en el esquema no estructurado es menor en comparación con el esquema estructurado.
Es necesario tener en cuenta algunos puntos cuando se va a generar la malla. El punto de la cuadrícula con alta resolución crea dificultades tanto para los retículos estructurados como para los no estructurados. Por ejemplo, en el caso de una capa límite, el esquema estructurado produce una rejilla alargada en la dirección del flujo. Por otro lado, las cuadrículas no estructuradas requieren una celda de densidad más alta en la capa límite, porque la celda debe ser lo más regular posible para evitar errores.
Se debe localizar qué información se requiere para identificar la celda y todos los vecinos de la celda en la malla computacional, optando por ubicar los puntos arbitrariamente en cualquier lugar que se desee en el caso de una cuadrícula no estructurada. Se utiliza un esquema de inserción de puntos para introducir los puntos de forma independiente y se determina la conectividad de la celda. Esto sugiere que los puntos se identifiquen a medida que se insertan. La lógica para establecer la nueva conectividad se determina una vez que se insertan los puntos. Se necesitan datos que formen puntos de cuadrícula que identifiquen cada celda de la cuadrícula. A medida que se forman las celdas, se numeran y se ordenan los puntos. Además, se necesita la información de las celdas vecinas.

### Red adaptativa
Un problema al resolver ecuaciones en derivadas parciales utilizando los métodos anteriores es que la cuadrícula se construye y los puntos se distribuyen en el dominio físico antes de que se conozcan los detalles de la solución. Por lo tanto, la red puede ser o no la mejor para el problema dado.
Se utilizan métodos adaptativos para mejorar la precisión y exactitud de las soluciones. El método adaptativo se conoce como método 'h' si se utiliza el refinamiento de la malla, método 'r' si el número de puntos de la cuadrícula es fijo y no redistribuido y 'p' si el orden del esquema de solución aumenta en la teoría de elementos finitos. Los problemas multidimensionales que utilizan el esquema de equidistribución se pueden resolver de varias maneras. Los más simples de entender son los generadores de cuadrícula de Poisson con función de control basada en la equidistribución de la función de peso con difusión configurado como un múltiplo del volumen celular deseado. El esquema de equidistribución también se puede aplicar al problema no estructurado. El problema es que la conectividad dificulta si el movimiento del punto de malla es muy grande.
La fluidodinámica y el cálculo de flujo con precisión temporal se pueden resolver mediante este método adaptativo. La cuadrícula se refina y después de un número predeterminado de iteraciones para adaptarla a un problema de flujo estacionario. La cuadrícula dejará de ajustarse a los cambios una vez que la solución converja. Con el tiempo, se requerirá un acoplamiento preciso de los casos de la ecuación en derivadas parciales del problema físico y aquellos que describen el movimiento de la red.

### Mallado basado en imágenes
El mallado basado en imágenes es el proceso automatizado de creación de modelos informáticos para fluidodinámica computacional (CFD) y análisis con elementos finitos (AEF) a partir de datos de imágenes 3D (como imagen por resonancia magnética (IRM), tomografía axial computarizada (TAC) o microtomografía). Aunque actualmente está disponible una amplia gama de técnicas de generación de mallas, generalmente se desarrollaron para generar modelos a partir de diseño asistido por computadora (CAD) y, por lo tanto, tienen dificultades para combinar datos de imágenes 3D.

## Topología celular
Normalmente las celdas son polígonos o poliedros, y forman una malla que divide el dominio.
Las clases importantes de elementos bidimensionales incluyen triángulos (símplices) y cuadriláteros (cuadrados topológicos).
En tres dimensiones, las celdas más comunes son los tetraedros (símplices) y los hexaedros (cubos topológicos).
Las mallas simpliciales pueden ser de cualquier dimensión e incluyen triángulos (2D) y tetraedros (3D) como ejemplos importantes.
Las mallas cúbicas es la categoría pandimensional que incluye quads (2D) y hexágonos (3D). En 3D, las pirámides de 4 lados y los prismas de 3 lados aparecen en mallas conformes de tipo celular mixto.

## Dimensión de las celdas
La malla está incrustada en un espacio geométrico que típicamente es bidimensional o tridimensional, aunque en ocasiones la dimensión se incrementa en uno añadiendo la dimensión temporal. Las mallas de mayores dimensiones se utilizan en contextos especializados. Las mallas unidimensionales también son útiles. Una categoría importante son las mallas de superficie, que son mallas 2D incrustadas en 3D para representar una superficie curva.

## Dualidad
Los grafos duales tienen varias funciones en el mallado. Se puede generar una malla poliédrica con polígonos de Thiessen dualizando una malla simplicial generada mediante la triangulación de Delaunay. Se puede crear una malla cúbica generando una disposición de superficies y dualizando el gráfico de intersección (véase continuo de giro espacial). A veces, tanto la malla primaria como su malla dual se utilizan en la misma simulación (véase dual de Hodge). Esto surge de la física que involucra los operadores divergencia y rotacional, como el flujo y la vorticidad o elelectromagnetismo, donde una variable se asocia naturalmente en las caras primarias y su contraparte a las caras duales.

## Tipos de mallas por su uso
Las mallas tridimensionales creadas para el método de los elementos finitos deben consistir en tetraedros, pirámides, prismas o hexaedros. Los utilizados para el método de los volúmenes finitos pueden consistir en poliedros arbitrarios. Los utilizados para el método de las diferencias finitas consisten en matrices de hexaedros estructuradas por partes, conocidas como mallas estructuradas de múltiples bloques. Las pirámides de 4 lados son útiles para conectar conformemente hexágonos a tetraedros. Los prismas de 3 lados se utilizan para capas límite que se ajustan a una malla tetraédrica del interior lejano del objeto.
Las mallas de superficie son útiles en gráficos por computadora en los que las superficies de los objetos reflejan la luz (también dispersión subsuperficial) y no se necesita una malla 3D completa. Las mallas de superficie también se utilizan para modelar objetos delgados como láminas de metal en la fabricación de automóviles y exteriores de edificios en arquitectura. Las mallas cúbicas de alta dimensión (por ejemplo, 17) son comunes en astrofísica y teoría de cuerdas.

## Definición matemática y variantes
¿Cuál es la definición precisa de "malla"? No existe una descripción matemática universalmente aceptada que se aplique en todos los contextos.
Sin embargo, algunos objetos matemáticos son claramente mallas: un complejo simplicial es una malla compuesta de símplices.
La mayoría de las mallas poliédricas (por ejemplo, cúbicas) son "conformes", lo que significa que tienen una estructura celular del tipo CW-complejo, una generalización de complejo simplicial. Una malla no tiene por qué ser simple porque un subconjunto arbitrario de nodos de una celda no es necesariamente una celda: por ejemplo, tres nodos de un cuadrilátero no definen una celda.
Sin embargo, dos celdas se intersecan formando celdas, dado que un cuadrilátero no puede tener un nodo en su interior. La intersección de dos celdas puede generar varias celdas: por ejemplo, dos cuadriláteros pueden compartir dos bordes. A veces está prohibido y rara vez se desea que una intersección tenga más de una celda. El objetivo de algunas técnicas de mejora de la malla (por ejemplo, el acolchado) es eliminar estas configuraciones. En algunos contextos, se hace una distinción entre una malla topológica y una malla geométrica cuya incrustación satisface ciertos criterios de calidad.
Las variantes de malla importantes que no son complejos CW incluyen mallas no conformes en las que las células no se encuentran estrictamente cara con cara, pero, no obstante, dividen el dominio. Un ejemplo de esto es un árbol octal, donde la cara de un elemento puede ser dividida por las caras de elementos adyacentes. Estas mallas son útiles para simulaciones basadas en flujos. En las cuadrículas desbordadas, hay múltiples mallas conformes que se superponen geométricamente y no dividen el dominio (véase, por ejemplo, desbordamiento). Los llamados métodos sin malla a menudo hacen uso de alguna discretización del dominio similar a una malla y tienen funciones básicas con soporte superpuesto. A veces se crea una malla local cerca de cada punto con el grado de libertad de la simulación, y estas mallas pueden superponerse y no ser conformes entre sí.
Las triangulaciones implícitas se basan en un complejo delta: para cada triángulo, las longitudes de sus aristas y una aplicación de pegado entre las aristas de la cara.

## Elementos de orden superior
Muchas mallas utilizan elementos lineales, donde la correspondencia entre un elemento abstracto y el elemento material es lineal, y los bordes de la malla son segmentos rectos.
Las asignaciones de polinomios de orden superior son comunes, especialmente las formas cuadráticas.
Un objetivo principal de los elementos de orden superior es representar con mayor precisión el límite del dominio, aunque también tienen ventajas de precisión en el interior de la malla.
Una de las motivaciones para las mallas cúbicas es que los elementos cúbicos lineales tienen algunas de las mismas ventajas numéricas que los elementos cuadráticos simpliciales.
En la técnica de simulación análisis isogeométrico, las celdas de malla que contienen el límite del dominio utilizan la representación CAD directamente en lugar de una aproximación lineal o polinómica.

## Mejora de mallas
Mejorar una malla implica cambiar su conectividad discreta, la posición geométrica continua de sus celdas, o ambas características. Para cambios discretos, en el caso de elementos simples se intercambian bordes y se insertan o eliminan nodos. Se realizan los mismos tipos de operaciones para mallas cúbicas (quad/hex), aunque hay menos operaciones posibles y los cambios locales tienen consecuencias globales. Por ejemplo, para una malla hexaédrica, fusionar dos nodos crea celdas que no son hexaedros, pero si se fusionan nodos diagonalmente opuestos en un cuadrilátero y esto se propaga hasta colapsar toda una columna de hexaedros conectados por caras, entonces todas las celdas restantes seguirán siendo hexaedros.
En el refinamiento de mallas adaptativo, los elementos se dividen (refinamiento h) en áreas donde la función que se calcula tiene un gradiente alto.
Las mallas también se engrosan, eliminando elementos para mayor eficiencia. El método multirretículo hace algo similar al refinamiento y el engrosamiento para acelerar la resolución numérica, pero sin cambiar realmente la malla.
Para cambios continuos, los nodos se mueven o las caras de dimensiones superiores se mueven cambiando el orden polinómico de los elementos. Mover nodos para mejorar la calidad se llama "suavizado" o "r-refinamiento" y aumentar el orden de los elementos se llama "p-refinamiento". Los nodos también se mueven en simulaciones donde la forma de los objetos cambia con el tiempo. Esto degrada la forma de los elementos. Si el objeto se deforma lo suficiente, todo el objeto se vuelve a mallar y la solución actual se asigna de la malla antigua a la nueva.

## Comunidad de investigación

### Desarrolladores
El campo es altamente interdisciplinario, con contribuciones en matemáticas, ciencias de la computación e ingeniería. La I+D de mallado se distingue por un enfoque igual en matemáticas y computación discreta y continua, como ocurre con la geometría computacional, pero en contraste con la teoría de grafos (discreta) y el análisis numérico (continuo). La generación de mallas es engañosamente difícil: es fácil para los humanos ver cómo crear una malla de un objeto determinado, pero es difícil programar una computadora para que tome buenas decisiones para entradas arbitrarias a priori. Existe una infinita variedad de geometrías que se encuentran en la naturaleza y en los objetos creados por el hombre. Muchos investigadores de generación de mallas fueron los primeros usuarios de mallas. La generación de mallas continúa recibiendo atención, apoyo y financiación generalizados porque el tiempo humano para crear una malla eclipsa el tiempo para configurar y resolver el cálculo una vez que la malla está terminada. Esta ha sido siempre la situación desde que se inventaron la simulación numérica y los gráficos por computadora, porque a medida que el hardware de las computadoras y el software de resolución de ecuaciones simples mejoraron, la gente se sintió atraída por modelos geométricos más grandes y complejos en un intento por lograr una mayor fidelidad, conocimiento científico y expresión artística.

### Revistas
La investigación sobre mallado se publica en una amplia gama de revistas. Esto está en consonancia con el carácter interdisciplinario de la investigación necesaria para avanzar, y también con la amplia variedad de aplicaciones que utilizan las mallas. Cada año aparecen alrededor de 150 publicaciones sobre mallas en 20 revistas, y como máximo 20 publicaciones aparecen en una sola revista. No existe ninguna revista cuyo tema principal sea el entrelazamiento. Las revistas que publican al menos 10 artículos sobre mallas por año figuran en negrita.
- Advances in Engineering Software
- American Institute of Aeronautics and Astronautics Journal (AIAAJ)
- Algorithmica
- Applied Computational Electromagnetics Society Journal
- Applied Numerical Mathematics
- Astronomy and Computing
- Computational Geometry (journal)|Computational Geometry: Theory and Applications
- Computer-Aided Design (journal)|Computer-Aided Design, que a menudo incluye un número especial dedicado a artículos extensos del IMR (ver conferencias a continuación)
- Computer Aided Geometric Design (journal)|Computer Aided Geometric Design (CAGD)
- Computer Graphics Forum (Eurografía)
- Computer Methods in Applied Mechanics and Engineering
- Discrete and Computational Geometry
- Engineering with Computers
- Finite Elements in Analysis and Design
- International Journal for Numerical Methods in Engineering (IJNME)
- International Journal for Numerical Methods in Fluids
- International Journal for Numerical Methods in Biomedical Engineering
- International Journal of Computational Geometry & Applications
- Journal of Computational Physics|Journal of Computational Physics (JCP)
- Journal on Numerical Analysis
- Journal on Scientific Computing (SISC)
- Transactions on Graphics (ACM TOG)
- Transactions on Mathematical Software (ACM TOMS)
- IEEE Transactions on Visualization and Computer Graphics|Transactions on Visualization and Computer Graphics (IEEE TVCG)
- Lecture Notes in Computational Science and Engineering (LNCSE)
- Computational Mathematics and Mathematical Physics (CMMP)

### Conferencias
(Las conferencias cuyo tema principal es el entrelazado están en negrita).
- Encuentro de Ciencias Aeroespaciales AIAA (15 charlas/ponencias entrelazadas)
- Conferencia Canadiense sobre Geometría Computacional CCCG
- CompIMAGE: Simposio Internacional Modelado Computacional de Objetos Representados en Imágenes
- Conferencia de Dinámica de Fluidos Computacional AIAA
- Jornada de Dinámica de Fluidos Computacional ECCOMAS
- Ciencias Computacionales e Ingeniería CS&E
- Jornada sobre Generación de Red Numérica ISGG
- Conferencia Anual de Eurographics (Eurographics)] (actas en  Computer Graphics Forum)
- Modelado Geométrico y Físico SIAM
- Congreso Internacional de Análisis Isogeométrico IGA
- International Symposium on Computational Geometry SoCG
- Geometría numérica, generación de redes y computación científica (NUMGRID)
- Mesa Redonda Internacional de Mallado SIAM (SIAM IMR). Una conferencia anual independiente de 1992 a 2021 y un taller de SIAM simultáneo con SIAM PP o SIAM CS&E desde 2022. Actas arbitradas.
- SIGGRAPH (procedimientos en ACM Transactions on Graphics)
- Symposium on Geometry Processing SGP (Eurographics) (procedimientos en Computer Graphics Forum)
- Congreso Mundial de Ingeniería

### Talleres
Los talleres cuyo tema principal es el entrelazado están en negrita.
- Jornada sobre Geometría: Teoría y Aplicaciones CGTA
- Taller Europeo sobre Geometría Computacional EuroCG
- Taller de Otoño sobre Geometría Computacional
- Elementos Finitos en Fluidos FEF
- Simposio MeshTrends (en años alternos WCCM o USNCCM)
- Métodos de elementos politópicos en matemáticas e ingeniería.
- Taller de tetraedros